# Federico Ricotti
Federico Ricotti (Santo Stefano Lodigiano, 31 dicembre 1936) è un politico italiano.

## Biografia
Operaio presso l'Alfa Romeo di Arese, impegnato nel sindacato, fu delegato sindacale per la CGIL dal 1970 al 1982. Fu eletto alla Camera dei deputati nel 1983 nelle file del PCI, restando a Montecitorio per una legislatura, fino al 1987.